# Fuck It Up
«Fuck It Up» es una canción de la rapera australiana Iggy Azalea y la rapera estadounidense Kash Doll. Fue lanzada en compañía del segundo álbum de estudio de Azalea, In My Defense, el 19 de julio de 2019 como tercer sencillo de este a través de Bad Dreams Records y Empire Distribution, al igual que fue acompañada por un video musical.
Aunque la canción no fue enviada a las radios de ningún país, logró llegar al puesto número 40 en Nueva Zelanda pero no logró generar más impacto.

## Antecedentes
Azalea dio a conocer la canción a principios de 2019 cuando se encontraba trabajando en su segundo álbum de estudio.
Cuando el álbum fue lanzado finalmente el 19 de julio, «Fuck It Up» fue anunciada rápidamente como el tercer sencillo de In My Defense. El mismo día se estrenó un video musical para la canción, el cual fue grabado entre junio y julio de 2019.

## Video musical
Un video musical para la canción fue anunciado el 11 de julio de 2019, luego fue lanzado en el canal oficial de Azalea en YouTube el 19 de julio de 2019. Hasta julio de 2021, el video contaba con más de 40.5 millones de reproducciones en la plataforma.

### Sinopsis
En le video se puede ver a Azalea trabajando como recepcionista de un hotel mientras se encuentra con una vieja amiga de la secundaria y hablan sobre una reunión a la cual ella y Doll no fueron invitadas. El resto del video transcurre con escenas de las dos raperas mientras pasan el tiempo en una habitación y luego en un restaurante donde las dos mantienen una conversación conjunta. Nikita Dragun, personalidad de YouTube, aparece en un cameo del video.

## Posicionamiento en listas
| Lista (2019)                     | Mejor posición |
| -------------------------------- | -------------- |
| Nueva Zelanda Hot Singles (RMNZ) | 40             |